# Río Córcoles
El río Córcoles es un río de La Mancha (España), uno de los principales afluentes de la cuenca del río Záncara, y uno de los ríos de la cabecera del Guadiana. Es uno de los afluentes más singulares de la cuenca hidrográfica del alto Guadiana, pues nace en la comarca del Campo de Montiel (La Mancha), y se pierde en un endorreísmo acusado al llegar a la Llanura (un río "libre"). En su vega hay un conjunto de antiguos molinos harineros, conocidos como molinos del Córcoles, que constituyen un importante patrimonio histórico-hidráulico.
Existe también un arroyo con el mismo nombre desde Castillo de Garcimuñoz hasta El Cañavate, en la provincia de Cuenca, en la cabecera del río Rus.
Al primer tramo del río Córcoles desde su nacimiento hasta la población de Munera también se le conoce como río Ojuelo.

## Toponimia
Su nombre actual parece de procedencia ibérica para la raíz «corcol» que podría también emparentarse con la forma del Latino-vulgar "Quercus", de la que derivaría: «Cuercus>Corcos>Córcoles». Sin embargo, en las descripciones de Hernando de Colón de principios del siglo XVI que es el testimonio más antiguo encontrado sobre el río, se le designa con los nombres Barriotalo y Varriatalo, parece que de adscripción celtíbera.

## Historia y marco hidrográfico
Durante el periodo de la Edad de Bronce, Ibérico y del dominio romano, la vega de este río representó ser uno de los enclaves más importantes para asentamientos de mansiones, poblados y villas. Se especula con la posibilidad de que la legendaria ciudad ibero-romana de Laminio estuviera próxima a sus márgenes; o la mansión Caput Fluminus Anae, como cabecera del río Anas, fuera situada próxima al nacimiento del río Córcoles.

Nace en el término municipal de El Bonillo (Albacete), en el paraje de las lagunas de Navalcudia (muy cerca de las fuentes de su hermano río Lezuza); zona de recarga natural del sistema «acuífero 24, Campo de Montiel» (de la comarca homónima). 

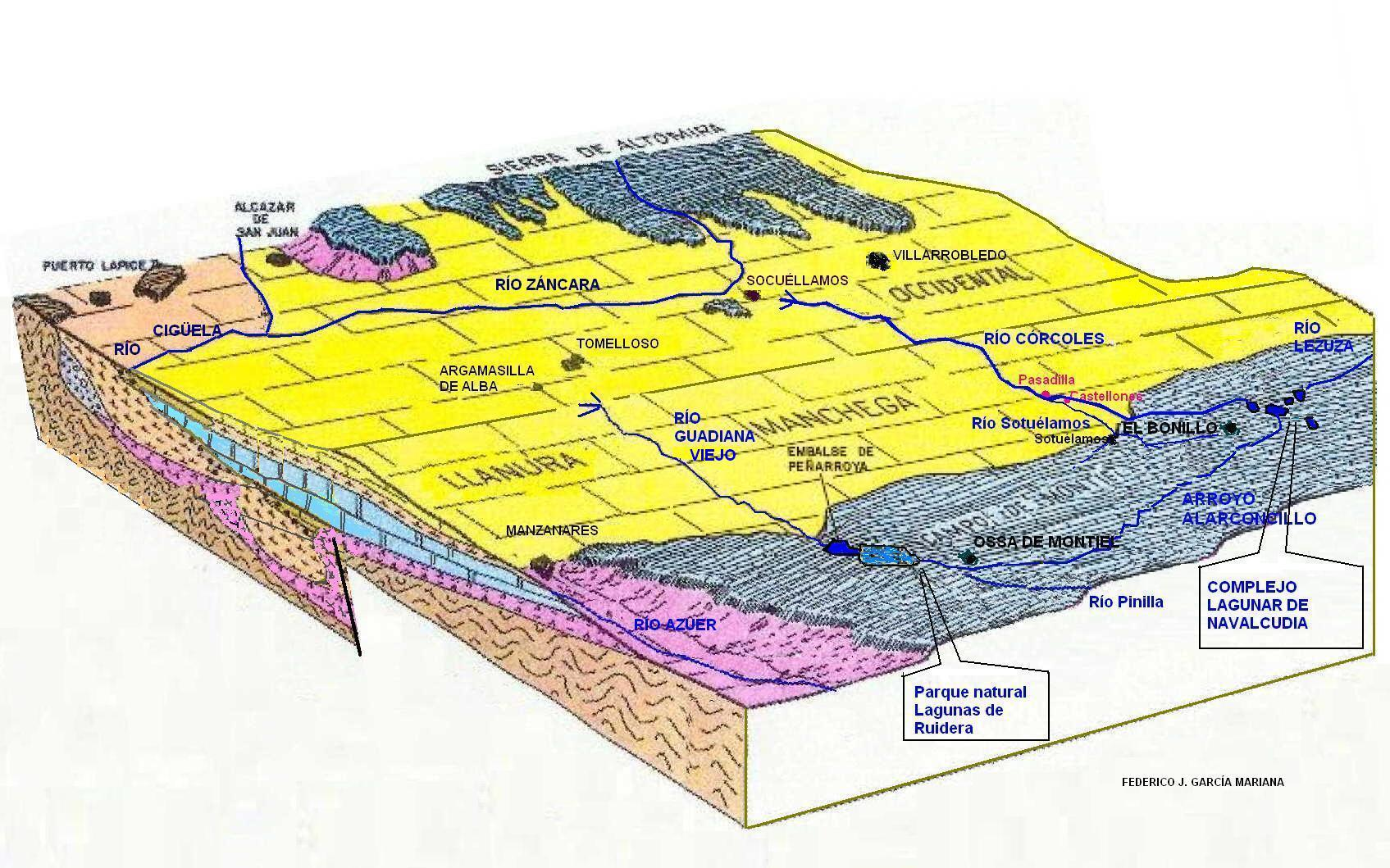
Esquema geomorfológico del río Córcoles respecto a sus otros compañeros tributarios. Localización de las fuentes de cabecera.

Se inicia como un arroyo esporádico hacia el municipio de Munera, bajo el topónimo de «río Ojuelo». Antes de rodear el casco urbano por el suroeste, encuentra la compañía de otro tributario por la margen derecha, el «arroyo Quintanar», de fuertes connotaciones arqueológicas. Ambos cauces se unen a la altura del puente y fuente histórica de Los Casares, a pie del Castillo, girando en un solo cauce hacia poniente. A la altura del paraje de La Florida, gira de nuevo en dirección noroeste, la cual mantendrá prácticamente hasta su desaparición endorreica al llegar al Llano manchego a la altura de Socuéllamos (Ciudad Real); que excepcionalmente alcanza el río Záncara más abajo del pantano de Los Muleteros, en las avenidas extraordinarias. De ahí que la lírica popular haya cantado a esta peculiar corriente fluvial como un «río libre».
Otro de los tributarios importantes del río Córcoles, es el río Sotuélamos, por la margen izquierda, cuya confluencia está a la altura del paraje del Molino de La Pasadilla (también de fuertes connotaciones arqueológicas locales).
El río aparece descrito en el sexto volumen del Diccionario geográfico-estadístico-histórico de España y sus posesiones de Ultramar de Pascual Madoz con las siguientes palabras:

CORCOLES: riach. en las prov. de Albacete y Ciudad-Real: nace al SE. de Villarobledo, yendo desde este punto al Bonillo: corre en seguida rodeando al primero de S. á O.; cruza el término de Socuéllamos, y viene a incorporarse al Záncara mas abajo de la puente Bermeja á 1 leg. de Alcázar de San Juan: tiene poco cauce aunque de corriente rápida y se puede decir que solo existe en el invierno: no tiene pesca.
(Madoz, 1847, p. 577)

## Situación y características hidrológicas
- Nacimiento (como río "Ojuelo"): charca manantial del Tejar de los Monteros (o de la Casa del Gramal), en el Complejo lagunar de Navalcudia, término municipal de El Bonillo (Alto Guadiana) (Hoja cartográfica: 789). Su tramo juvenil comprende hasta la villa de Munera donde ya nace como Río Córcoles en el llamado "vado de la Fuente" con la unión del río Ojuelo y el arroyo Quintanar; desde Munera, se inicia su tramo medio, destacando la aportación del río Sotuélamos por la margen izquierda, en el límite del Campo de Montiel con la Llanura Manchega, que aproximadamente, desde esa confluencia, se origina el tramo senil de endorreísmo pronunciado, hasta los alrededores del núcleo de Socuéllamos.
- Desembocadura: río Záncara en las avenidas extraordinarias (Hoja cartográfica: 739).
- Longitud: 88 km
- Altitud media: 850 m s. n. m.
- Altitud del nacimiento: 1041 m s. n. m.
- Principales pueblos que atraviesa: Munera y Socuéllamos.
- Afluentes principales: río Quintanar por la margen derecha; río Sotuélamos por la margen izquierda.

## Régimen fluvial

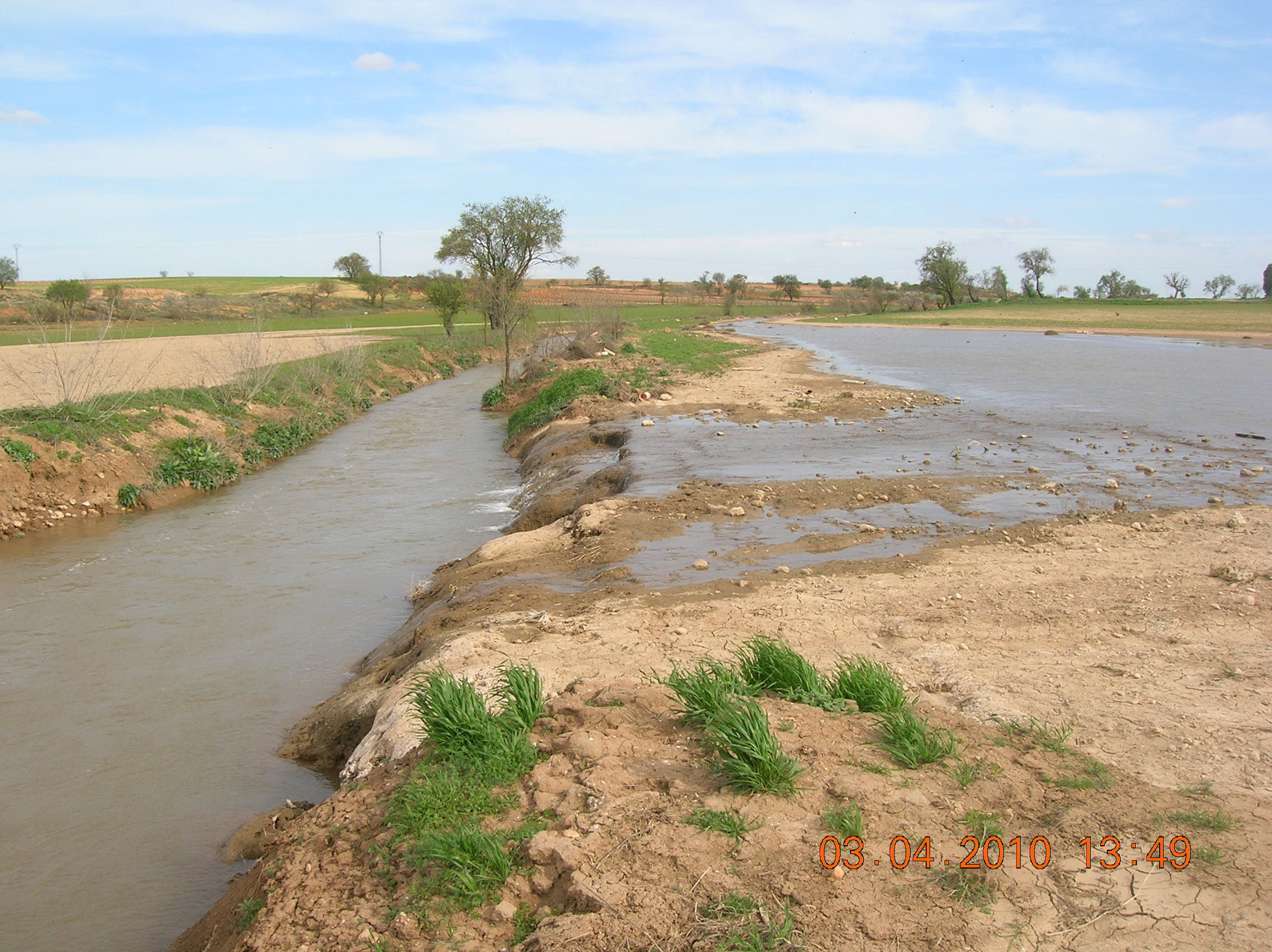
Avenida extraordinaria del Río Córcoles ocupando su llanura de inundación y retornando sus aguas (Casa del Río, Villarrobledo, abril de 2010).

De caudal escaso, muy variable, con largo periodo de estiaje (junio a noviembre); unos 0,3 m³/s en el tramo medio Molino de La Pasadilla. Históricamente, se han registrado un mínimo de 5 riadas máximas importantes, y una más actual:
* 19 de agosto de 1574: se produjo una tormenta en la que estuvo lloviendo unas 24 horas. El agua anegó las casas existentes en Los Casares (el antiguo emplazamiento de la población de Munera); que hubo de reconstruirse el núcleo, a partir de aquellas fechas, en el cerro de la margen derecha, a salvo de la ribera.
* 11 de septiembre de 1793: esta vez, el agua no llegó a infiltrarse lo suficiente en el Llano manchego, como para lograr alcanzar un alto nivel en el pueblo de Socuéllamos, y ocasionar el derrumbe de más de 20 casas.
* 1802: una nueva avenida importante logró también alcanzar la población de Socuéllamos, lugar principal de remansamiento del Córcoles, lo que provocó el hundimiento del puente existente, y dejó incomunicado a la mitad de la población, e impracticable el acceso a los molinos harineros (se dice que la población llegó a pasar gana).
* 6, 7, 8 de enero de 1970: "Riada de El Niño". Debido a las copiosas lluvias y nevadas de la Navidad 1969-1970 se produce una importante riada, con un caudal mantenido durante 3 días, que alcanzó los 1,80 m3/s (máximo registro aforado histórico: estación de Los Castellones). Esta invasión de agua, unido a numerosas precipitaciones de la Navidad de 1970-71, sería la causa de fenómenos hidrogeológicos tan excepcionales para estas fechas como las extrusiones kársticas. Las inundaciones producen importantes daños en el campo de la vega.
* 19 de mayo de 1971: en la primavera del año siguiente a la "Riada del Niño", se produce un segundo máximo histórico registrado de aforo en la estación de Los Castellones, de 1,33 m/s. La inundación anegaría numerosos cultivos, pero lo más destacable para estas fechas fue las numerosas "explosiones" de fuentes y surgencias de aguas subterráneas, incluyendo a los fenómenos citados de extrusiones kársticas.
* 2010: debido a las copiosas nevadas y lluvias de finales de 2009 e inicios de 2010, que recarga fuertemente los manantiales de cabecera (Complejo lagunar de Navalcudia), se produce una amplia inundación de la vega media y baja del Córcoles, llegando a menos de 400 metros de las inmediaciones de Socuéllamos, en febrero de 2010, para ocasionar importántes destrozos en caminos y accesos, y anegar amplias zonas agrícolas; aunque no hay que lamentar víctimas, se puede considerar este periodo como un evento actual de avenida extraordinaria.

## Infraestructuras hidráulicas
Pueden citarse, de relativa entidad, para un tramo fluvial de tan reducida extensión respecto al río Záncara o Cigüela, una alta densidad de infraestructuras hidráulicas, compuestas principalmente por galerías subálveas, calzadizos, acueductos, sifones, batanes y molinos hidráulicos.
Respecto a los molinos del Córcoles, se han inventariado hasta un total de 17 ingenios (16 molinos y 1 batán), en el recorrido fluvial de unos 50 km (incluyendo el tramo del afluente Sotuélamos), lo que sugiere una de las más altas concentraciones hidráulicas de España (1 ingenio por cada 3 km de longitud.)